# Tmarus longicaudatus
Tmarus longicaudatus là một loài nhện trong họ Thomisidae.
Loài này thuộc chi Tmarus. Tmarus longicaudatus được miêu tả năm 1942 bởi Millot.